# Kazimierz Adamczak
Kazimierz Adamczak (ur. 4 marca 1954 w Poniecu, zm. 31 października 1994) – polski żużlowiec.

## Kariera sportowa
Wychowanek Unii Leszno, w której barwach startował w latach 1974–1981. Dwukrotny złoty (1979, 1980), srebrny (1977) oraz dwukrotny brązowy (1975, 1981) medalista Drużynowe Mistrzostwa Polski. Dwukrotny zdobywca Drużynowego Pucharu Polski (1978, 1980). Trzykrotny finalista Indywidualnych Mistrzostw Polski.
Miał na koncie starty w brytyjskiej lidze żużlowej. W sezonie 1976 był zawodnikiem drużyn: Hull Vikings, Exeter Falcons oraz Newport Wasps.

### Osiągnięcia
Indywidualne Mistrzostwa Polski
- 1977 Gorzów Wlkp. IX m.
- 1979 Gorzów Wlkp. X m.
- 1980 Leszno IX m.

Srebrny Kask
- 1977 Ruda Śląska, Lublin III m.

### Inne ważniejsze turnieje
| Osiągnięcia: |        |      |     |             |        |
| Sezon        | Miasto | Msc  | Pkt | Biegi       | Kluby  |
| 1974         | Leszno | rez. | ns  | ns          | Leszno |
| 1977         | Leszno | 13   | 4   | (3,0,1,-,-) | Leszno |
| 1979         | Leszno | 16   | 0   | (d,0,0,-,-) | Leszno |